# Carry Out
„Carry Out” este un cântec înregistrat de rapper-ul și producătorul american Timbaland pentru al treilea lui album de studio, Shock Value II (2009). Cântectul este o colaborare cu artistul american Justin Timberlake.